# John Cooke
John Cooke (Leicestershire, 1608 – Tyburn, 16 ottobre 1660) è stato il primo Solicitor General del Commonwealth dopo l'uccisione di Carlo I d'Inghilterra.
Dopo la restaurazione della monarchia, Cooke fu condannato a morte per regicidio dal re Carlo II e impiccato, sventrato e squartato.

## Biografia
John Cooke era figlio di un coltivatore del Leicestershire; fu mandato a studiare presso il Wadham College di Oxford. Compiuti gli studi, divenne avvocato.
In una biografia del 2005 su Cooke, Geoffrey Robertson arrivò alla conclusione che Cooke non era antimonarchico ma molto ligio al suo dovere: fu infatti costretto a condannare il re quando Carlo rifiutò di riconoscere la legalità della corte o rispondere alle accuse di tirannia rivolte contro di lui.
Quando, dopo il governo di Oliver Cromwell e Richard Cromwell, tornò sul trono uno Stuart, Carlo II, Cooke non ottenne la grazia come molti dei regicidi, ma fu condannato a morte e giustiziato per impiccagione, sventramento e squartamento.